# Thioploca
Thioploca ist eine Gattung fadenförmiger schwefeloxidierender Bakterien, die unter anderem entlang einer 3000 km langen Küste im Westen Südamerikas, aber auch im Süßwasser vorkommt. Die Gattung wurde 1907 von Robert Lauterborn entdeckt und der Ordnung Thiotrichales zugeordnet, die zu den Gammaproteobacteria gehört. Vertreter der Gattung leben in Meeres- als auch in Süßwasserumgebungen, wobei große Gemeinschaften vor der Pazifikküste Südamerikas und in anderen Gebieten mit einem hohen Anteil an organischen Stoffen an der Sedimentation und nitratreichem, sauerstoffarmem Wasser im benthischen Bereich (nahe dem Meeresboden) vorkommen.
Eine große Vakuole nimmt mehr als 80 % des Zellvolumens ein und dient als Speicher für Nitrat.
Dieses Nitrat wird von den Organismen für die Sulfidoxidation verwendet, was ein wichtiges kennzeichnendes Merkmal für die Gattung ist.
Aufgrund ihrer besonderen Größe mit Durchmessern von 15–40 µm gehören sie zu den größten bekannten Bakterien.
Da sie sowohl Schwefel- als auch Stickstoffverbindungen nutzen, stellen sie möglicherweise ein wichtiges Bindeglied zwischen dem Stickstoff- und dem Schwefelkreislauf dar.
Sie scheiden eine Schleimhülle (siehe Glykokalyx) aus, die sie als Tunnel nutzen, um zwischen dem sulfidhaltigen Sediment und dem nitrathaltigen Meerwasser zu pendeln.

## Beschreibung
Das charakteristische Merkmal der Thioploca-Spezies ist eine fadenförmige Morphologie. Die Zellen finden sich in Bündeln zusammen, die von einer Polysaccharidhülle umschlossen sind und entweder parallel oder geflochten verlaufen.
Diese Bündel können mehrere Zentimeter lang werden und sind dann leicht zu erkennen.
Gelegentlich werden auch freilebende Trichome (fadenförmige Zellkolonien) gefunden, die dann von der Gestalt der Gattung Beggiatoa ähneln.
Da Thioploca auch eine enge phylogenetische Verwandtschaft mit dieser Gattung, sowie ähnliche Stoffwechselstrategien aufweisen, werden solche Funde oft fälschlicherweise für eine Art von Beggiatoa gehalten.

## Kultivierung
Die  Kultivierung von Thioploca-Arten als Reinkultur ist bisher nicht erfolgreich gewesen (Stand 2000).
Natürliche Populationen können mehrere Monate lang in anoxischem Meerwasser mit Nitratzusatz bei einer Temperatur von 13 °C am Leben erhalten werden. Ihr Bedarf an einem empfindlichen Gleichgewicht von Sulfid-, Nitrat- und Sauerstoffkonzentrationen macht eine Anreicherung jedoch sehr schwierig.
Biochemische und physiologische Untersuchungen mit geernteten Thioploca-Filamenten müssen sorgfältig durchgeführt werden, um enzymatische Aktivitäten aufgrund von Luftexposition zu vermeiden.

## Metabolismus

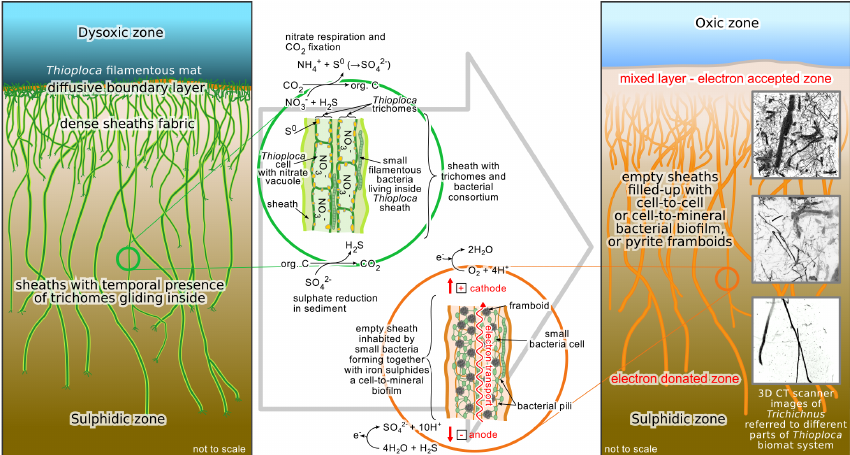
Das Modell zur Entstehung des Spurenfossils Trichichnus zeigt die Ökologie der Gattung Thioploca. Die Thioploca-Schleimhüllen werden auch von anderen Bakterien bewohnt. Diese können einen Biofilm bilden, der die Ausbildung des elektrischen Eigenpotentials zwischen der sulfidischen Zone und der Mischschicht ermöglicht.

Die Gattung Thioploca weist interessante und bisher nicht vollständig geklärte Stoffwechselwege auf.
Die unklare Situation ist darauf zurückzuführen, dass es keine Reinkultur gibt.
Jedenfalls scheinen die Vertreter der Gattung mixotrophe Sulfidoxidierer zu sein. Die bereits vorliegenden Daten stammen hauptsächlich aus mehreren Experimenten, die an ganzen Gemeinschaften oder Fadenbündeln durchgeführt wurden.
Die von früherer Forschung vorgeschlagene Hypothese über eine mögliche methylotrophe Natur dieser Organismen wurde vor allem deshalb verworfen, weil die Gattung in Gebieten gefunden wurde, die nicht sehr reich an Methan sind. Die geringe dortige Methankonzentration lässt nicht zu, dass eine große Population dieser Mikroorganismen das Methan für ihre Stoffwechselaktivität nutzt.
Genauere Untersuchungen mit 14C markiertem Methanol haben zudem gezeigt, dass Thioploca-Zellen weder Methan noch Methanol aufnehmen.
Andererseits zeigten die Zellen eine Aufnahmekapazität für Kohlendioxid (CO2) und verschiedene Substrate (Acetat, Aminosäuren, Bicarbonat, Glukose, Glycin usw.). Aus diesem Grund werden diese Mikroorganismen als sehr gutes Beispiel für mixotrophe Bakterien angesehen.
Ihre grundlegende Strategie basiert auf der Organisation in Trichomen (d. h. Zellaggregaten in Bündeln, die von einer Hülle umgeben sind), auch wenn sie unter Umständen als freilebende Trichome vorkommen können. Thioploca werden im Wesentlichen als Schwefelbakterien definiert, die in der Lage sind, hauptsächlich Schwefelwasserstoff (H2S; oder Sulfide) zu oxidieren und Nitrat (NO3) in einer speziellen Vakuole in ihren Zellen zu akkumulieren.
In der Vakuole kann die Nitratkonzentration auf bis zu 0,5 ᴍ (mol/ℓ) ansteigen.
Die Zellen sind auch in der Lage, elementaren Schwefel (S0) als Ergebnis der Oxidation von Schwefelwasserstoff in Form von Tröpfchen zu akkumulieren. Diese Bakterien haben offenbar mit morphologischen, physiologischen und metabolischen Anpassungen dieses System entwickelt, um einen Stoffwechsel zu betreiben, der auf unterschiedlichen Quelle von Elektronendonoren und -akzeptoren basiert, die sich in jeweils unterschiedlichen Zonen der Wassersäule befinden und durch einen diesbezüglichen Gradienten (Konzentrationsgefälle etc., hier Gefälle am Redoxpotential) gekennzeichnet sind.

### Sauerstoffaufnahme und -Toleranz
Sauerstoffaufnahmeexperimenten zufolge zeigt Thioploca ein für mikroaerophile Mikroorganismen typisches Verhalten.
Die Zellen weisen eine Sauerstoffaufnahmerate von 1760 µmol/dm³h (µᴍ/h) auf.
Auch wenn sie damit eine ähnliche Aufnahmerate wie Thiomargarita-Arten aufweisen, haben sie jedoch nicht die gleiche Fähigkeit, längere Zeit in Gegenwart von Sauerstoff zu überleben.
Aus diesem Grund besiedeln sie Sauerstoff-Minimum-Zonen (englisch Oxygen minimum zones, OMZs).

### Schwefelmetabolismus
Abhängig von der Sulfidkonzentration zeigen Thioploca-Arten zwei Arten von Reaktionen (Taxis): Sie reagieren positiv auf niedrige Sulfidkonzentrationen – von weniger als 100 µᴍ (µmol/ℓ) – und negativ auf hohe Konzentrationen.
Sie zeigen eine maximale Aufnahmerate bei 200 µᴍ.
Dies regelt das Verhalten, zusammen mit der Taxis gegenüber Nitrat; der O2-Gradient ist daran zwar auch, aber nur in geringerem Maße beteiligt.
Aus diesem Grund werden diese Mikroorganismen als mikroaerophil bezeichnet.
Andere sulfidoxidierende Bakterien könnten mit ihnen konkurrieren, aber mit ihrer Fähigkeit, Nitrat zu akkumulieren, schaffen sie eine perfekte Strategie, um gleichzeitig auf einen Elektronendonor und -akzeptor zuzugreifen.
Aus weiteren Untersuchungen ist bekannt, dass oxidiertes Eisen eine wichtige Rolle beim Abbau von Schwefelwasserstoff (H2S) spielt, wobei der genaue Mechanismus noch unbekannt ist (Stand 1996).
Die von Thioploca bewohnten Hüllen können gleichzeitig von fadenförmigen sulfatreduzierenden Bakterien der Gattung Desulfonema (Ordnung Desulfobacterales) bedeckt sein.
Diese Bakterien könnten die hohe Recyclingrate von H2S und seine indirekte Verfügbarkeit auch in einigen Umgebungen erklären.
Auch der sich in den Zellen als Tröpfchen (Globulen) ansammelnde elementare Schwefel ist am Schwefelstoffwechsel beteiligt. An dieser Reaktion ist auch Sauerstoff beteiligt, der den elementaren Schwefel oxidiert:
2S0+3O2+ 2H2O → 4SO42−+ 4H+
Eine weitere Reaktion, an der alternativ Nitrat beteiligt ist, ist ebenfalls Teil der Oxidation:
4S0+3NO3−+ 7H2O → 4SO42−+ 3NH4++2H+
Diese beiden Reaktionen laufen mit ähnlichen Geschwindigkeiten ab.
Ein Unterschied liegt jedoch darin, dass die Aufnahmegeschwindigkeit von Sulfid, die 5–6 mal höher ist als die Oxidationsrate des in den Globulen gespeicherten elementaren Schwefels.

### Stickstoffmetabolismus
Thioploca spp. sind auch in der Lage, Nitrat zu akkumulieren und den Weg der dissimilatorischen Nitratreduktion zu Ammonium (en. dissimilatory nitrate reduction to ammonium, DNRA) zu nutzen.
Um an das Nitrat zu gelangen, führen die Bakterien eine vertikale Wanderung durch.
Sie sind zudem in der Lage, Nitrit zu reduzieren und zeigen auch eine positive Taxis gegenüber Nitrit.
Da die Thioploca-Arten in der Lage sind, eine dissimilatorische Nitratreduktion zu Ammonium durchzuführen, sind ihre Schleimhüllen eine lebensfreundliche Nische für das Wachstum von Anammox-Bakterien.
Eine höhere Konzentration von Nitrat führt zu einer verstärkten Reduktion dieses Stoffes und erhöht drastisch die Fixierung von Kohlendioxid (CO2). In jedem Fall kann die Nitrataufnahme auch bei niedrigen Umweltkonzentrationen erfolgen.

## Morphologie
Thioploca können je nach Art sowohl im Meer als auch im Süßwasser vorkommen. Zwischen diesen beiden Anpassungstypen gibt es einem gewissen Unterschied in der Zellstruktur, insbesondere da die Süßwasserarten kleiner sind.
Diese gramnegativen Bakterien lassen sich als flexible, einförmige, farblose Fäden (Trichomen) beschreiben, die aus zahlreichen Zellen bestehen und von einer gemeinsamen gallertartigen Hülle umschlossen sind.
Ihre Zellform kann je nach Größe des Gesamt-Organismus variieren. Ist dieser klein, dann sind die Zellen in der Regel scheibenförmig, im anderen Fall findet man eher zylindrische oder tonnenförmige Zellen.
Die Anordnung der zytoplasmatischen Schwefeleinschlüsse im  Gesamt-Organismus wird durch Trennwände zwischen den Zellen bestimmt. Die Zellen der großen marinen Thioploca spp. sehen hohl aus, weil sie eine Vakuole mit gespeichertem Nitrat enthalten.
Bei den marinen Arten erreicht der Durchmesser der Trichome (Fäden) Längen von 15 bis 40 μm bis zu vielen cm; je nach Durchmesser können sie verschiedenen Arten zugeordnet werden, die 12–20 μm breiten Thioploca chileae und die 30–43 μm breiten Thioploca araucae.
Die Anzahl der Filamente pro Hülle variiert von zehn bis hundert. Die Hülle ändert während des Wachstums ihre Form; bei jungen Organismen ist sie dünn und zäh, während sie bei erwachsenen Tieren breit und locker wird.
Jedes Filament besteht aus einer einzigen Kette zylindrischer (scheiben- bis tonnenförmiger) Zellen, die durch ein Septum genannte Trennwand voneinander getrennt sind (vergleichbar mit dem Septum bei Pilzhyphen).
In letzteren finden sich Kügelchen („Globulen“, en. globules, vgl. Granulen) aus elementarem Schwefel (S0), wenn Sulfid vorhanden ist.
Die Zellwand weist eine komplexe, vierschichtige Struktur auf, wobei die innerste Schicht und die Zytoplasmamembran durch das Septum hindurchkreuzen. Intrazytoplasmatische Membranen und verschiedene Zelleinschlüsse bilden zusammen komplexe Strukturen, deren Funktion mit dem Transport und der Speicherung zusammenhängt.
Die Schwefelglobulen befinden sich außerhalb der Zytoplasmamembran, insbesondere in deren Einstülpungen, und werden daher als extrazytoplasmatisch angesehen. Diese Lage hat zwei wichtige Konsequenzen:
- Diffusion von Sulfid, ohne dass dieses dazu notwendigerweise durch die Membran auf die zytoplasmatische Seite wechseln müsste. So werden die toxischen Auswirkungen des Sulfidions vermieden, denn im Zytoplasma könnte es einen gestörten Stoffwechsel bewirken.
- Oxidation von Sulfid an der Außenfläche der Zytoplasmamembran, wodurch ein Protonengradient für die ATP-Synthese entsteht.

## Habitat

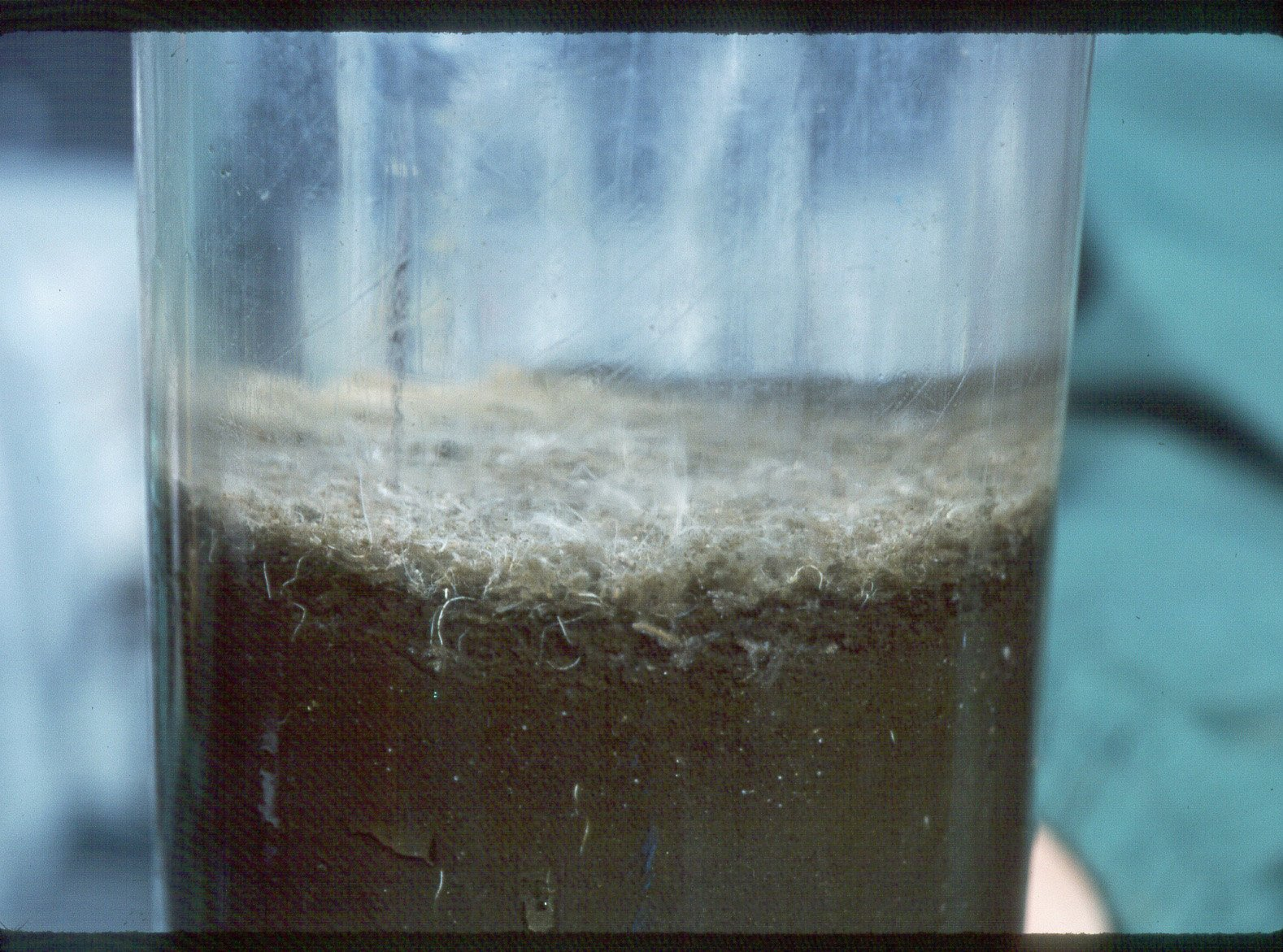
Ein Probenkern (8 cm Durchmesser) aus einer Thioploca-Bakterienmatte in der peruanisch-chilenischen Sauerstoffminimumzone (OMZ). Die etwa 1 cm dicke Matte besteht aus vielen einzelnen Fäden der Riesenbakterien. Jeder Faden erstreckt sich in das Sediment und das Wasser, den Quellen von Sulfid respektive Nitrat. Pazifischer Ozean, Chilenische Küste.

Die fadenförmigen Sulfidoxidierer der Gattung Thioploca wachsen vermöge oxischen/anoxischen Wechselwirkungen auf Süßwasser-, Brackwasser- und Meeressedimenten, wo sich Sulfid biologischen und geothermischen Ursprungs mit Sauerstoff oder Nitrat in der darüber liegenden Wassersäule oxidieren lässt.
Ausgedehnte Thioploca-Teppiche sind auf dem chilenischen und peruanischen Kontinentalschelf zu finden, wo sie auf Sedimenten wächst, die die Grundlage der sauerstoffarmen Wassermassen des Peru-Chile-Gegenstroms (als Südteil des äquatorialen Gegenstroms) bilden.
Thioploca wurde auch in anderen Küstenregionen mit analogen Auftriebszonen gefunden, wo eine hohe organische Produktivität zu einer erheblichen Sauerstoffverarmung im benthischen Bereich nahe dem Meeresboden führt, wo Thioploca organisch reiche Sedimente mit hohen Sulfatreduktionsraten bedeckt. Beispiele hierfür sind die Küste von Oman und das Ökosystem des Benguelastroms vor Namibia. Weitere gemeldete marine Lebensräume sind das monsunbedingte Auftriebsgebiet im nordwestlichen Arabischen Meer und hydrothermale Schlotstandorte im östlichen Mittelmeer.
Klassische Fundorte der Süß- (und Brack-)wasserarten sind Seen (und Förden) in Mittel- und Nordeuropa (Niedersachsen: Kraterquelle Bad Nenndorf,
Bodensee: Mainau und Ermatingen, Dänemark: Randers Fjord – Förde, Hjarbæk Fjord und Nissum Fjord – Binnenseen)
sie sind aber auch zu finden in großen Seen in
Nordamerika (Eriesee),
Zentralrussland (Baikalsee) und
Japan (Biwa-See).

### Ökologische Nische
Durch den intrazellulären Transport von Nitrat in die Tiefe des anoxischen Meeresbodens scheinen die marinen Arten von Thioploca die Konkurrenz anderer sulfidoxidierender Bakterien auszuschalten, die keinen Elektronenakzeptor über längere Zeiträume speichern können, sondern gleichzeitigen Zugang zu Elektronenakzeptor und -donator in ihrer unmittelbaren Mikroumgebung benötigen.
Eine Alternative, die Speicherung von Sauerstoff in den Vakuolen erscheint nicht möglich, da die Lipidmembranen, die Zellen und Vakuolen umschließen, für Gase durchlässig sind.
Die Thioploca-Zellen bewegen sich auf und ab, wobei sie sich an der Oberfläche mit Nitrat beladen und in der Tiefe Sulfid oxidieren und somit elementare Schwefelkügelchen als Energiereserve speichern.

## ThioplocaundBeggiatoa
Obwohl die Thioploca normalerweise in umhüllten Bündeln von einigen wenigen bis zu hundert Filamenten pro Hülle leben, wurden an der Sedimentoberfläche auch viele scheinbar ohne Hülle gefunden.
In der Bucht von Concepción an der chilenischen Küste gab es einen Übergang von einer scheinbar reinen Beggiatoa-Gemeinschaft im Inneren der Bucht, über eine gemischte Gemeinschaft aus beiden Gattungen am Eingang der Bucht bis zu einer reinen Thioploca-Gemeinschaft außerhalb.
In der gemischten Gemeinschaft war es nicht möglich, Beggiatoa- von Thioploca-Zellen durch einfache Mikroskopie zu unterscheiden, sondern nur durch statistische Analyse ihrer Durchmesserverteilungen.
Die spitz zulaufenden Enden der Filamente, die für Thioploca charakteristisch sind, bei Beggiatoa, aber fehlen, erwiesen sich als kein einheitliches Merkmal von Thioploca.
Künftige Änderungen in der Klassifizierung von Thioploca und Beggiatoa sind daher wahrscheinlich. Die Bandbreite der Stämme, für die die Gattungsbezeichnung Beggiatoa verwendet wurde, ist zu groß; daher soll die Gattung per Vorschlag in eine ganze Reihe neuer Gattungen aufgeteilt werden (siehe Beggiatoa §Systematik).
Ein noch größeres Problem ist, dass die Unterscheidung zwischen Thioploca und Beggiatoa derzeit auf der nur bei Thioploca zu beobachtenden Bildung einer gemeinsamen Hülle beruht, die die Fadenbündel umgibt. Als Reaktion auf die Umweltbedingungen kann sich das aber bei Thioploca ändern, so dass auch Thioploca ohne Hülle gefunden werden. Da es keine Reinkulturen gibt, ist es unmöglich zu beweisen oder zu widerlegen, ob eine natürliche Population von vakuolierten Beggiatoa in einer bestimmten Umgebung Hüllenbündel bildet. Den Besitz einer großen zentralen Vakuole gemein haben eine Gruppe von Thiotrichales, die mindestens drei Thioploca-Stämme, zwei Beggiatoa-Stämme und einen Thiomargarita-Stamm umfasst. Dieses Merkmal scheint derzeit der beste morphologische Kandidat zu sein, um die Hüllenbildung als Marker in einer überarbeiteten Taxonomie der Beggiatoa und Thioploca (und ggf. Thiomargarita) umfassenden Klade zu ersetzen.
Dieser Marker stimmt nicht nur mit der Phylogenie der 16S rRNA überein, sondern scheint auch durchgängig mit der intrazellulären Nitratakkumulation (vermutlich in der Vakuole) verbunden zu sein, die Nitratatmung und damit anhaltenden anaeroben Stoffwechsel ermöglicht.
Eine künftige Revision der Gattung Thioploca auf der Grundlage des vakuolären, nitratrespirierenden Phänotyps und der entsprechenden durch die 16S rRNA definierten Klade könnte diese gleitenden Filamente einbeziehen, unabhängig davon, ob sie in ummantelten Bündeln vorkommen (Stand 2015).

## Genanalyse
Auf Basis von Sequenzanalysen der 16S rRNA bilden Thioploca und Beggiatoa eine monophyletische, hochdiversifizierte Verwandtschaftsgruppe (Klade), die zu den Gammaproteobakterien gehört. Die Unterscheidung zwischen Thioploca und Beggiatoa erfolgt jedoch nicht nach phylogenetischen Gesichtspunkten, sondern anhand der Ausbildung der Hülle um das Fadenbündel, einem morphologischen Merkmal. Die Daten der 16S rRNA sprechen dafür, dass es sich bei T. araucae und T. chileae tatsächlich um zwei verschiedene Arten handelt. Darüber hinaus weisen die Thioploca-Arten einige phänotypische Ähnlichkeiten mit einigen Cyanobakterien (z. B. Microcoleus) auf, denn beide Gattungen bilden Hüllen um die Filamentbündel. Die phylogenetischen Daten zeigen aber, dass es keine Verwandtschaft zwischen den nicht-phototrophen sulfidoxidierenden Bakterien und den Cyanobakterien gibt, so dass Thiotrichales und Cyanobakterien als separate monophyletische Bakteriengruppen definiert werden.

## Systematik
Die Gattung Thioploca wurde erstmals 1907 von dem deutschen Botaniker Robert Lauterborn beschrieben, der sie im Bodensee entdeckte.
Seit dieser Entdeckung sind nach der List of Prokaryotic names with Standing in Nomenclature (LPSN) insgesamt vier Thioploca-Arten gültig veröffentlicht worden: zwei Süßwasserarten (T. ingrica und T. schmidlei) und zwei marine Arten (T. araucae und T. chileae).
Die Gattung Thioploca wird herkömmlich als Mitglied der Familie Thiotrichaceae Garrity et al. 2005 gesehen, so nach der LPSN, der NCBI-Taxonomie und nach dem World Register of Marine Species (WoRMS).
Ausnahme ist die Genome Taxonomy Database (GTDB), die sie in der Familie Beggiatoaceae führt.
Übereinstimmend gilt die Gattung (mit ihrer jeweilig angenommenen Familie) als Mitglied der Ordnung Thiotrichales alias Beggiatoales und damit der Klasse Gammaproteobacteria (Gammaproteobakterien). Diese gehören zum Phylum Pseudomonadota Garrity et al. 2021, früher Proteobacteria (Purpurbakterien und Verwandte) genannt.
Ein phylogenetischer Baum findet sich unter Thiomargarita §Äußere Systematik.

### Systematik nach LPSN und NCBI
Der hier angegebenen herkömmlichen Systematik liegen die folgenden Quellen zugrunde:
- L – List of Prokaryotic names with Standing in Nomenclature (LPSN)[42]
- N – National Center for Biotechnology Information (NCBI)[43]
- T – Teske et al. (1995)[41]
- W – World Register of Marine Species (WoRMS)[44]
- E – Encyclopedia of Life (eol)[1]
- O – OneZoom[46]

Ordnung: Thiotrichales Garrity et al. 2005 (L,N,W,E), inkl./mit Synonym Beggiatoales Buchanan 1957 (L,N)
- Familie: Thiotrichaceae Garrity et al. 2005 (L,N,W,E)
- Gattung Beggiatoa Trevisan 1842
  - Gattung: „Candidatus Marithioploca“ Salman et al. 2011[47] (L,N)[48][49]
    - Spezies „Candidatus Marithioploca araucensis“ corrig. Salman et al. 2011 mit Schreibvariante „Ca. Marithioploca araucae“ Salman et al. 2011[47] (L,N) – inkl. CHI007–CHI016
      - Stamm: CHI007 (L) alias Beggiatoaceae bacterium CHI007 (N) – Referenzstamm (L) – Fundort: Pazifikküste (Chile), Sediment (N)
      - Stamm: Beggiatoa sp. 'Bay of Concepcion' alias Ca. Marithioploca araucae (BC) (N) – Fundort: Bucht von Concepción, Chile, 13. Dezember 1997, ca. 40 μm filament diameter 13-DEC-1997 (N)

  - Gattung: Thioploca Lauterborn 1907 (L,N,T,W,O,E)
    - Spezies: Thioploca araucae Maier & Gallardo 1984 (L,N,T,W,O,E), marin (T)
      - Stamm: Tha-CCL (N) – Fundort: Schelfmeer vor der Küste von Concepción, Chile (N)

    - Spezies: Thioploca chileae Maier & Gallardo 1984 (L,N,T,W,O,E), mit Schreibvariante T. chilensis (N), marin (T) – Fundort: Bucht von Concepción, Chile (N)
    - Spezies: Thioploca ingrica (ex Visloukh 1911) Maier 1984[38] (L,N,T,O,E), Süßwasser (T) – Fundort: Bodensee (Staad),[29][31] Niedersachsen (Kraterquelle[28] Bad Nenndorf),[29][31] Erie-See,[31] Clyde-River-Nationalpark (Australien) (E), Hongkong (E)
      - Stamm: Ra – Fundort: Randers Fjord, Förde in Dänemark (N)
      - Stamm: Hj – Fundort: Hjarbæk Fjord,[32] Binnensee in Dänemark (N)
      - Stamm: Ni – Fundort: Nissum Fjord, Binnensee Dänemark (N)

    - Spezies: Thioploca schmidlei Lauterborn 1907 (L,N,T,O,E) – Typus (L), Süßwasser (T) – Fundort: Bodensee, Deutschland (T)
    - Spezies: Thioploca sp. 'Lake Baikal' – Fundort: Baikalsee (Sibirien)
    - Spezies: Thioploca sp. 'Lake Biwa' – Fundort: Biwa-See (Zentral-Honshū)
    - Spezies: Thioploca sp. 'Lake Constance' – Fundort: Bodensee
    - Spezies: Thioploca sp. 'Lake Ogawara' – Fundort: Ogawara-See (Nordost-Honshū)
    - Spezies: Thioploca sp. 'Lake Okotanpe' – Fundort: Okatanpe-See (See des Okantanpe-Flusses, einem Zufluss des 7 km südöstlich gelegenen Shikotsu-Sees, Hokkaidō)
    - Spezies: Thioploca sp. 'Lake Tonle Sap' – Fundort: Tonle-Sap-See (Kambodscha)
    - Spezies: Thioploca sp. isolate SL_4_0 (alias Thioploca sp012032555,[45] s. u.) – Fundort: Stromatolithen, Skoenmakerskop[50] (Südafrika), April 2018.[51]
    - Spezies: Thioploca sp. isolate HyVt-590 (alias DRQV01 sp011371325,[45] s. u.) – Fundort: Tiefsee-Hydrothermalquelle im Lau Basin[52] (Seebecken, Tonga), 21. Mai 2005.[53]

Die offiziellen Arten lassen sich anhand des Durchmessers ihrer Trichome unterscheiden.
Die beiden marinen Arten sind durch ihren besonders großen Durchmesser von bis zu 43 µm ausgezeichnet, bei T. araucae 30–43 µm; bei T. chileae 12–20 µm, womit sie zu den größten bekannten prokaryotischen Strukturen gehören (Stand 2009), die verwandte Gattung Thiomargarita hat jedoch noch wesentlich größere Einzelzellen. Die Süßwasserarten T. ingrica und T. schmidlei ähneln morphologisch den gut beschriebenen  marinen Arten, weisen aber einen kleineren Trichomdurchmesser auf. Zwar wurden einige morphologische und phylogenetische Unterschiede zwischen marinen und nicht-marinen Thioploca-Arten festgestellt. Das Wissen über Süßwasser- und Brackwasser-Thioploca ist immer noch sehr begrenzt, da ihre Ökologie bisher nur unzureichend erforscht ist (Stand 2011).
Die vorgeschlagene Beggiatoa-Spezies mit der provisorischen Bezeichnung Beggiatoa sp. 'Bay of Concepcion' wurde 2011 von Verena Salman et  einer neuen Gattung mit der Bezeichnung „Ca. Marithioploca“ zugeordnet (Referenzstamm CHI007, sowie Stamm BC = Bay of Conception).

### Systematik nach GTDB
Die genombasierte Systematik der Genome Taxonomy Database (GTDB) ist davon abweichend wie folgt:
Ordnung: Beggiatoales (lt. LPSN und NCBI-Taxonomie ein Synonym von Thiotrichales)
- Familie: Beggiatoaceae
  - Gattung: Beggiatoa
  - Gattung: Thiomargarita
  - Gattung: Thioploca 
    - Spezies: Thioploca ingrica
    - Spezies: Thioploca sp012032555 alias Thioploca sp. isolate SL_4_0[51]
      - Stamm: SL_4_0 – Fundort: Stromatolithen, Skoenmakerskop[50] (Südafrika), April 2018.

  - Gattung: DRQV01 
    - Spezies: DRQV01 sp011371325 alias Thioploca sp. isolate HyVt-590[53]
      - Stamm: HyVt-590 – Fundort: Tiefsee-Hydrothermalquelle, Lau Basin[52] (Seebecken, Tonga), 21. Mai 2005.

Ordnung: Thiotrichales
- Familie: Thiotrichaceae

Einträge zu den Spezies T. schmidlei, T. araucae, T. chileae  sind in der GTDB derzeit nicht vorhanden (Stand Anfang August 2022).

## Etymologie
Der Gattungsname leitet sich ab  altgriechisch θεῖον theîon, deutsch ‚Schwefel‘ (in der lateinischen Transliteration thium ‚Schwefel‘), was sich auf den Schwefelmetabolismus der Gattung bezieht; sowie πλοκή plokê (in der lat. Transliteration feminin ploca) bedeutet deutsch etwas Verdrehtes, Gedrehtes, ein Zopf. Thioploca meint also einen Schwefelzopf.

## Trichichnus
Die Ichnogattung Trichichnus Frey, 1970 bezeichnet ein Spurenfossil, von dem man annimmt, dass es durch vorzeitliche Vertreter von Thioploca (oder deren Verwandtschaft) erzeugt worden sein könnte (siehe Graphik).